# Cadaba parvula
Cadaba parvula là một loài thực vật có hoa trong họ Capparaceae. Loài này được Polhill mô tả khoa học đầu tiên năm 1963.